# روز إدجكومب
روز إدجكومب أو أتشكم (بالإنجليزية: Rose Edgcumbe)‏ ولدت في عام 12 مايو 1934 - وتوفيت في عام 22 أغسطس 2001، كانت محللة نفسية بريطانية وطبيبة نفسية وباحثة في علم تنشئة الأطفال.